# Aedes albifasciatus
Aedes albifasciatus är en tvåvingeart som först beskrevs av Macquart 1838.  Aedes albifasciatus ingår i släktet Aedes och familjen stickmyggor. Inga underarter finns listade i Catalogue of Life.